# Alfred Gell
Alfred Gell, né le 12 juin 1945 et mort le 28 janvier 1997 est un anthropologue britannique. Ses travaux les plus influents concernent l'art, le langage, le symbolisme et le rituel. Il a été formé par Edmund Leach (MPhil, Université de Cambridge) et Raymond Firth (PhD, London School of Economics) et a effectué son travail de terrain en Mélanésie et en Inde. Gell a notamment enseigné à la London School of Economics. Il était également membre de la British Academy. Il est décédé d'un cancer en 1997, à l'âge de 51 ans.

## Pensée
Dans son livre de 1998 Art and Agency, Gell a formulé une théorie influente de l'art basée sur le raisonnement abductif. Gell soutient que l'art en général (bien que son attention se concentre sur les artefacts visuels, comme les proues des bateaux des îles Trobriand) agit sur ses utilisateurs, c'est-à-dire possède une agentivité, par une sorte de virtuosité technique. L'art peut enchanter le spectateur, qui est toujours un spectateur aveugle, car "la technologie de l'enchantement est fondée sur l'enchantement de la technologie" (le titre d'un précédent essai sur l'esthétique de Gell est The Technology of Enchantment and the Enchantment of Technology, 1992 ). Gell suit de près les différentes formes d'efficacité de la « virtuosité technique » de l'artiste. Pour Gell les œuvres d'art, dans toutes les aires culturelles, sont capables de créer du sens commun partagé, notamment par le raisonnement avec abduction, qui, déjà chez Aristote est une inférence moins forte que l'induction et la déduction, plus intuitive et concise. Gell reprend ce concept du linguiste Charles Sanders Peirce.